# ینووک نازاریان
ینووک استپانی نازاریان (ارمنی: Ենոք Ստեփանի Նազարյան؛ زاده ۱۱ اکتبر ۱۸۶۸ – درگذشته ۱۸ نوامبر ۱۹۲۸) یک نقاش اهل ارمنستان بود.

## زندگی‌نامه
ینووک نازاریان در کنستانتینوپل به دنیا آمد، جایی شروع به تحصیل خویش نمود. متعاقباً در ایتالیا در رشته هنری تحصیل نمود. سپس به ترکیه بازگشت و به عنوان نقاش و معلم به فعالیت پرداخت. آثار وی در این دوره عبارتنداز: یک نقاشی مجسم شده از پتروس آدامیان بازیگر در تابوتش در سال ۱۸۹۱ و مجموعه ای از چشم‌اندازهای تنگه بسفر. وی سرانجام از تفلیس و ارمنستان دیدن نمود جایی که در آنها زندگی کرد و نقاشی نمود. وی در سن ۶۰ سالگی در ایروان درگذشت. دو اثر از هنرمند در نگارخانه ملی ارمنستان نگهداری می‌شود.

## نگارخانه

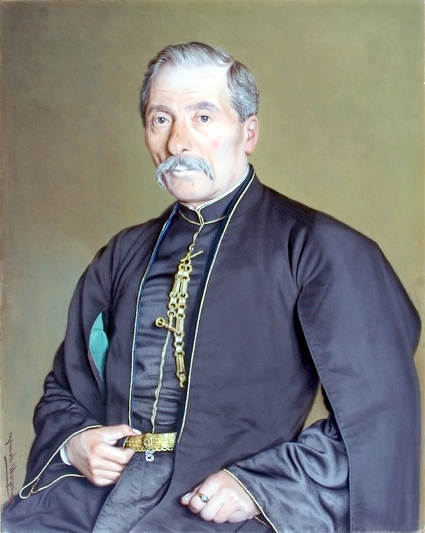
پرتره هوهانس شالامیان (۱۸۹۷)
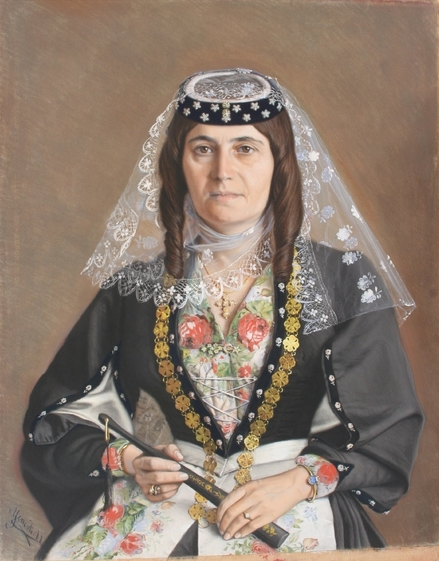
ماریام شالامیان (۱۸۹۷)